# Centropyge eibli

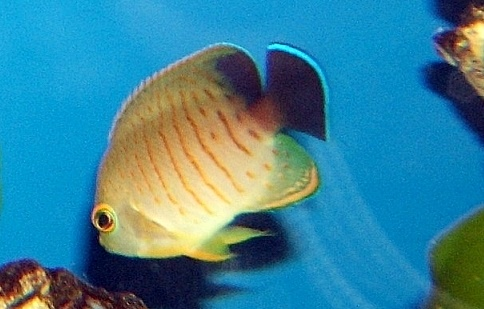
C. eibli en acuario, exposición Cosmocaixa, Alcobendas, España

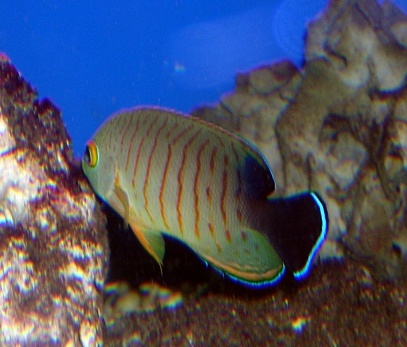
Centropyge eibli

El pez ángel enano de cola negra (Centropyge eibli) es un pez marino, del género Centropyge, cuyos componentes se denominan comúnmente peces ángel enanos, y pertenece a la familia de los Pomacanthidae. 
Es uno de los peces marinos disponibles en el mercado de acuariofilia marina. Su población salvaje es abundante, siendo una especie común y estable.

## Morfología
Su librea está formada por líneas verticales irregulares de color naranja sobre fondo blanco plateado. Su péndulo caudal y final de la aleta dorsal son de color negro ribeteadas en blanco azulado. Al igual que otras especies de los géneros Pomacanthus y Centropyge, se diferencian de los peces mariposa, género Chaetodon, por la espina que nace en la esquina inferior del preopérculo.
Alcanza los 15 cm de largo en individuos macho.
Los ejemplares juveniles del pez cirujano Acanthurus tristis, adquieren la librea de Centropyge eibli, en una estrategia de camuflaje para evitar posibles predadores. Esta adaptación biológica escogida por algunas especies animales, para pasar inadvertidos frente a peligros, se denomina cripsis.

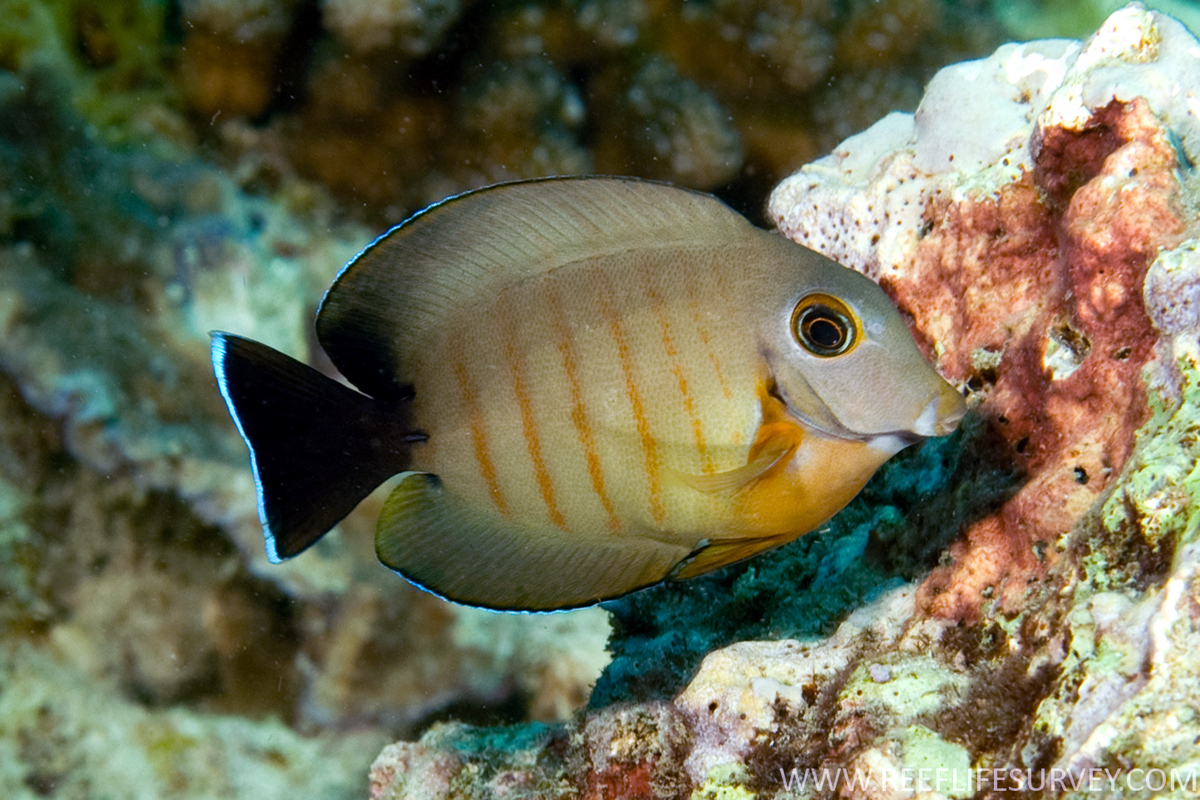
Acanthurus tristis juvenil apenas se diferencia de C. eibli

## Hábitat y comportamiento
Clima tropical: 32°N - 24°S. En laderas exteriores y en lagunas protegidas de arrecifes de coral, también en canales con corrientes. Más común en aguas soleadas.
Su rango de profundidad es entre 3 y 30 metros. Prefiere aguas soleadas.
Suelen habitar en harenes de 3 a 7 individuos, compuestos de un macho y varias hembras; no siendo frecuentes los grupos salvo en juveniles. Se protegen entre corales.

## Distribución
Se distribuye en el océano Indo-Pacífico tropical. Es nativo en la isla de Andaman; Australia; Birmania; Isla Navidad; India; Indonesia; Malasia; Maldivas; Sri Lanka y Tailandia. Siendo cuestionable su presencia en Hawái y Papúa Nueva Guinea.

## Alimentación
Principalmente herbívoro, mayormente se alimenta de algas filamentosas, aunque come pequeños crustáceos y copépodos. 

## Reproducción
No existe un dimorfismo claro entre sexos. Los especímenes jóvenes son todos hembras, el animal de mayor tamaño se transformará en macho y la hembra más grande estará dispuesta para la transformación si el macho se marchase. Las aletas en este caso suelen presentarse de forma más puntiaguda.
En la naturaleza, la reproducción se da tras la puesta de sol. Las hembras esperan la llegada del macho, que elegirá la pareja afortunada. Los huevos fertilizados ascienden hasta la superficie del océano, mezclándose con el plancton.
Forma híbridos con la especie emparentada Centropyge vrolikii, en áreas donde las dos especies son simpátricas, y también con Centropyge flavissima, habiéndose localizado híbridos de esta última especie en las islas Cocos o Navidad.

## Mantenimiento
Requieren acuarios de arrecife maduros, con roca viva para poder esconderse y macroalgas para su alimentación. Este factor es clave para su mantenimiento en cautividad, ya que aunque acepta artemia o mysis congelados, hay que garantizar su alimentación herbívora con espirulina, alga nori u otros preparados vegetales. 
El mayor problema de adaptación a cautividad de estos animales es el estrés que derivará en la aparición de parásitos como el punto blanco marino. Es recomendable la utilización de esterilizadores ultravioleta para la eliminación de las plagas patógenas.
No adecuado para acuarios con corales, ya que picotea la capa de mucus que los protege y terminan muriendo. Si convive con crustáceos, caracoles o conchas, deberán ser de cierto tamaño para evitar que puedan ser sus presas.